# Stadsprijs Geraardsbergen 1941
De 10e editie van de Belgische wielerwedstrijd Stadsprijs Geraardsbergen werd verreden op 28 augustus 1941. De start en finish vonden plaats in Geraardsbergen. De winnaar was Edward Van Dijck, gevolgd door Sylvain Grysolle en Jules Lowie.

## Uitslag
| Stadsprijs Geraardsbergen 1941 |                    |                    |      |
| Plaats                         | Naam               | Ploeg              | Tijd |
| Winnaar                        | Edward Van Dijck   | individueel        |      |
| 2                              | Sylvain Grysolle   | Dilecta-Wolber     |      |
| 3                              | Jules Lowie        | Mercier-Hutchinson |      |
| 4                              | Georges Claes      | Dilecta-Wolber     |      |
| 5                              | Albert Sercu       | individueel        |      |
| 6                              | Frans Bonduel      | Dilecta-Wolber     |      |
| 7                              | Joseph Moerenhout  | individueel        |      |
| 8                              | Albert Ramon       | individueel        |      |
| 9                              | Jérôme Dufromont   | individueel        |      |
| 10                             | Robert Van Eenaeme | individueel        |      |

1912 · 1913 · 1914–1926 · 1927 · 1928–1932 · 1933 · 1934 · 1935 · 1936 · 1937 · 1938 · 1939 · 1940 · 1941 · 1942 · 1943 · 1944 · 1945 · 1946 · 1947 · 1948 · 1949 · 1950 · 1951 · 1952 · 1953 · 1954 · 1955 · 1956 · 1957 · 1958 · 1959 · 1960 · 1961 · 1962 · 1963 · 1964 · 1965 · 1966 · 1967 · 1968 · 1969 · 1970 · 1971 · 1972 · 1973 · 1974 · 1975 · 1976 · 1977 · 1978 · 1979 · 1980 · 1981 · 1982 · 1983 · 1984 · 1985 · 1986 · 1987 · 1988 · 1989 · 1990 · 1991 · 1992 · 1993 · 1994 · 1995 · 1996 · 1997 · 1998 · 1999 · 2000 · 2001 · 2002 · 2003 · 2004 · 2005 · 2006 · 2007 · 2008 · 2009 · 2010 · 2011 · 2012 · 2013 · 2014 · 2015 · 2016 · 2017 · 2018 · 2019 · 2020 · 2021 · 2022